# 鲁迅日记
《鲁迅日记》收录了鲁迅自1912年到1936年间所写的日记，共上下两卷，收录于《鲁迅全集》。
《鲁迅全集》卷14《日记》：收录鲁迅1912年至1921年、1923年至1931年的日记，附各年《书帐》。
《鲁迅全集》卷15《日记》：收录鲁迅1932年至1936年的日记，附各年书帐，并附1922年日记断片。

## 内容提要
鲁迅日记在生前未曾发表过。内容包括：

### 起居饮食
- 1915年7月24日：“午后往徐文寓疗龋齿。”

### 书信来往
- 1936 年 4 月8 日：“上午得徐詩荃信並稿。”

### 亲友往来
- 1915年4月26日：“午后同江书堂、齐寿山于益昌饭”
- 1920年4月2日：“谢冰心嫁妹，送礼泉一”

### 文稿记录
- 1915年7月19日：“夜写《百专考》一卷毕，二十四叶，约七千字”

### 旅行
- 1912年5月5日“上午十一时舟抵天津……约七时抵北京”

### 购买书籍
- 1916年3月12日：“午后往留黎厂[註 1]……买《五代史平话》一部二册”

### 购买碑文
- 1917年12月23日：“上午同二弟往留黎厂……买孔庙杂汉碑七枚”

### 购买画像
- 1917年12月8日：“午后往留黎厂……又买《食斋祠园画像》一枚”

### 购买诗集
鲁迅日记内容丰富，是研究鲁迅生平的重要第一手文献。

## 鲁迅《书帐》
鲁迅博览群书，生前嗜好收罗书籍。鲁迅最爱到留黎厂的神州国光社、本立堂、直隶官书局、有正书局、文明书局、式古斋、商务印书馆购买书籍，日记中有很多到留黎厂、厂甸等地买书的记录：“午后访季市未见，因赴留黎厂……价贵无一可得，遂又览十餘书店，得影北宋本《二李和唱集》一册”。
鲁迅从1912年至1936年，每年记年度《书帐》。《鲁迅全集》 第14、14卷，共收鲁迅《书帐》24篇，总计购买书籍3927种，内容保罗万有：中文古典，诗集、中外画册、墓志、秘芨、拓片、佛经、寺碑、金石录、笔记、玩具史、游记等。数目以古文书籍最多，其次为日文书籍，英文书籍和德文书籍。
鲁迅对天文学也有兴趣，1936年1月21日购书单中有《谈天》三卷，这是英国天文学家侯失勒1849年原著，伟烈亚力、李善兰合译，同治十三年铅印版。

## 版本
- 《鲁迅日记》  线状影印本  一函七卷  上海出版公司  1951年。